# Harald Colleen
Per Harald Colleen, född 7 maj 1877 i Västervåla församling, Västmanlands län, död 27 september 1949 i Uppsala, var en svensk musikdirektör. 
Colleen avlade folkskollärarexamen 1898, musiklärar-, organist- och kyrkosångarexamina vid Musikkonservatoriet i Stockholm 1904. Han var folkskollärare i Uppsala 1899–1900, i Söderhamn 1901–07, musiklärare vid Uppsala enskilda läroverk 1907–17 och vid Uppsala folkskoleseminarium 1907–41 och tillika domkyrkokantor 1917–42.
Colleen var en av initiativtagarna till bildandet av Upplands sångarförbund 1909 och Ärkestiftets kyrkosångsförbund 1922, förste förbundsdirigent i nämnda förbund resp. 1909–43 och 1922–43 samt styrelseledamot i Svenska kyrkosångsförbundet och Uppsala domkyrkas gosskör.
Bland Colleens tonsatta verk märks Kantat vid folkskoleseminariets i Uppsala invigning (1917) och Kantat vid folkskolans 100-årsjubileum (1942), båda för soli, kör och orkester. Han invaldes som associé av Kungliga Musikaliska Akademien 1932.
Harald Colleen är begravd på Uppsala gamla kyrkogård.